# オーネット・コールマン
オーネット・コールマン（Ornette Coleman、1930年3月9日 - 2015年6月11日）は、アメリカ合衆国テキサス州フォートワース生まれのジャズ・サックス奏者。アルトサックスの他、トランペットやヴァイオリンもこなす。フリージャズの先駆者である。

## 来歴
1930年、テキサス州フォートワースで生まれた。14歳でアルト・サックスを始め、15歳の頃にテナー・サックスに転向し、16歳で高校を中退してからは、家計を助けるためにR&Bやビバップを演奏していた。しかし、バトン・ルージュでの公演で暴漢に愛用のテナーを壊されてからは、グラフトン社の白いアルトに持ち替えた。1956年には、後にコールマンのバンドのドラマーとなる息子デナード・コールマンが誕生している。
1958年、ロサンゼルスのコンテンポラリー・レコードと契約し、ドン・チェリーらを従えて初のリーダー・アルバム『サムシング・エルス!』を発表。同レーベルではアルバム2枚の録音を残した。その後、オーネットの才能を高く評価していたジョン・ルイス（MJQ）の勧めでニューヨークに移り、1959年、アトランティック・レコードに移籍。そして、チャーリー・ヘイデンやドン・チェリーらと共に『ジャズ来るべきもの』、『フリー・ジャズ』などの実験的な前衛作品を発表。カントリー・ブルース・シンガーが、ジャズを演奏しているかのようとも評された。
オーネットが生み出した新しい音楽は、一大センセーションを巻き起こした。ミュージシャンの間でも、前述のジョン・ルイスが在籍するモダン・ジャズ・カルテットのメンバー達から高く評価される一方、マイルス・デイヴィスやマックス・ローチからは批判された。しかし、オーネットの先進性は、フリー・ジャズという新たな前衛ジャズの流れを生み出していった。
1960年代前半にいったん活動を停止したあと、後半から再び活発に活動を展開。ヨーロッパでのツアーを収めたライヴアルバム『ゴールデン・サークルのオーネット・コールマン』等は高い評価を得た。トランペットやヴァイオリンもマスターし、自身のリーダー・アルバムで成果を披露。
1970年代後半からは『ダンシング・イン・ユア・ヘッド』や『ボディ・メタ』などファンクやアフリカ音楽などの黒人のルーツを探求し、フリー・ファンクとも呼ばれるファンキーなアルバムを制作した。この頃に「ハーモロディクス理論」という独自の理論を考案する。当時のバンドのメンバーにはジェイムス・ブラッド・ウルマーや、ロナルド・シャノン・ジャクソンらがいた。1988年にはグレイトフル・デッドのギタリスト、ジェリー・ガルシアが3曲にゲスト参加したアルバム『ヴァージン・ビューティー』を発表。ピーター・バラカンは、このアルバムを高く評価した。
1991年、同年公開の映画『裸のランチ』の音楽に参加した。2001年、高松宮殿下記念世界文化賞を受賞。ジャズ・ミュージシャンでこの賞を受賞しているのは、オーネット以外ではオスカー・ピーターソンのみである。
2007年、ピューリッツァー賞、第49回グラミー賞において特別功労賞生涯業績賞（Lifetime Achievement Award）を受賞。
2015年6月11日、ニューヨークにて心停止により、死去。85歳没。

## 主な共演者

### 1960年代前半
ドン・チェリー (コルネット)、ビリー・ヒギンス (ドラム)、ポール・ブレイ (ピアノ)、レッド・ミッチェル (ベース)、パーシー・ヒース (ベース)、シェリー・マン (ドラム)、エド・ブラックウェル (ドラム)、チャーリー・ヘイデン (ベース)、エリック・ドルフィー (バスクラリネット)、スコット・ラファロ (ベース)、フレディ・ハバード (トランペット)、ジミー・ギャリソン (ベース)

### 1960年代後半
チャールス・モフェット (ドラム)、デヴィッド・アイゼンソン (ベース)、ファラオ・サンダース (テナー・サックス)、デナード・コールマン (ドラム)、エルヴィン・ジョーンズ (ドラム)

### 1970年代前半
デューイ・レッドマン (テナー・サックス)、ボビー・ブラッドフォード (トランペット)、ジム・ホール (ギター)、シダー・ウォルトン (ピアノ)

### 1970年代後半
ジェイムス・ブラッド・ウルマー (ギター)、ジャマラディーン・タクマ (ベース)、バーン・ニックス (ギター)、チャールス・エラービー (ギター)、ロナルド・シャノン・ジャクソン (ドラム)、グラント・カルヴィン・ウェストン (ドラム)

### 1980年代
アル・マクダウェル (ベース)、クリス・ウォーカー (ベース)、パット・メセニー (ギター)、ジャック・ディジョネット (ドラム)、ジェリー・ガルシア (ギター)

### 1990年代
バール・フィリップス (ベース)、ケン・ウェッセル (ギター)、クリス・ローゼンバーグ (ギター)、バダル・ロイ (タブラ)、ブラッドリー・ジョーンズ (ベース)、ジェリ・アレン (ピアノ)、チャーネット・モフェット (ベース)

### 2000年代
グレッグ・コーエン (ベース)、トニー・ファランガ (ベース)

## ディスコグラフィ

### リーダー・アルバム

#### スタジオ録音
1950年代
- 『サムシング・エルス!』 - Something Else!!!!: The Music of Ornette Coleman（1958録音）(Contemporary) 1958年
- 『明日が問題だ』 - Tomorrow Is the Question!（1959年録音）(Contemporary) 1959年
- 『ジャズ来るべきもの』 - The Shape of Jazz to Come（1959年録音）(Atlantic) 1959年
- 『世紀の転換』 - Change of the Century（1959年録音）(Atlantic) 1960年

1960年代
- 『ジス・イズ・アワ・ミュージック』 - This Is Our Music（1960年録音）(Atlantic) 1961年
- 『フリー・ジャズ』 - Free Jazz: A Collective Improvisation（1961年録音）(Atlantic) 1961年
- 『オーネット!』 - Ornette!（1961年録音）(Atlantic) 1962年
- 『オーネット・オン・テナー』 - Ornette on Tenor（1961年録音）(Atlantic) 1962年
- 『ジ・エンプティ・フォックスホール』 - The Empty Foxhole（1966年録音）(Blue Note) 1966年
- 『ニューヨーク・イズ・ナウ』 - New York Is Now!（1968年4月29日、5月7日録音）(Blue Note) 1968年
  - 『ラヴ・コール』 - Love Call（1968年4月29日、5月7日録音）(Blue Note) 1968年（『ニューヨーク・イズ・ナウ』と同日録音）

1970年代
- 『サイエンス・フィクション』 - Science Fiction（1971年9月、10月録音）(Columbia) 1972年。
のち（完全版）『コンプリート・サイエンス・フィクション・セッションズ』 - Complete Science Fiction Sessions (Sony) 2000年。
- 『アメリカの空』 - Skies of America（1972年4月録音）(Columbia) 1972年
- 『ブロークン・シャドウズ』 - Broken Shadows（1971年9月、1972年9月録音）(Columbia) 1982年（1971年9月録音は『サイエンス・フィクション』と同日セッション）
- 『ダンシング・イン・ユア・ヘッド』 - Dancing in Your Head（1973年1月～1975年12月録音）(Horizon) 1977年
- 『ボディ・メタ』 - Body Meta（1976年12月録音）(Artists House) 1978年
- チャーリー・ヘイデンと共演, 『ソープ・サッズ』 - Soapsuds, Soapsuds（1977年1月録音）(Artists House) 1977年
- 『オフ・ヒューマン・フィーリングス』 - Of Human Feelings（1979年4月録音）(Antilles) 1982年

1980年代
- パット・メセニーと共演, 『ソングX』 - Song X（1985年11月録音）(Geffen) 1986年
- カルテット（リユニオン）とプライム・タイムの両名義, 『イン・オール・ランゲージズ』 - In All Languages (Caravan Of Dreams) 1987年
- プライム・タイム名義, 『ヴァージン・ビューティー』 - Virgin Beauty（1988年録音）(Portrait) 1988年

1990年代
- プライム・タイム名義, 『トーン・ダイアリング』 - Tone Dialing（1995年録音）(Harmolodic/Verve) 1995年
- 『サウンド・ミュージアム1』 - Sound Museum: Hidden Man（1996年録音）(Harmolodic/Verve) 1996年
- 『サウンド・ミュージアム：スリー・ウィメン』 - Sound Museum: Three Women（1996年録音）(Harmolodic/Verve) 1996年

#### ライブ録音
1950年代
- Coleman Classics Vol.1（1958年10月録音）(Improvising Artists) 1977年。
のち Complete Live At The Hillcrest (Gambit) 2007年。

1960年代
- Town Hall, 1962（1962年12月録音）(ESP-Disk) 1965年
- An Evening With Ornette Coleman（1965年録音）(Polydor) 1967年。
のち『クロイドン・コンサート』 - Croydon Concert (Free Factory) 2008年。
- Live At The Tivoli（1965年11月録音）(Magnetic) 1992年（コペンハーゲン「チボリ公園」におけるライブ）
- 『ゴールデン・サークルのオーネット・コールマン』 - At The "Golden Circle" Vol. 1&2（1965年12月録音）(Blue Note) 1965年（ストックホルム「Gyllene Cirkeln」におけるライブ）
- The Paris Concerts 1965-1966（1965年11月、1966年2月録音）(Gambit) 2007年（1965年11月録音の#1～#4がパリ「メゾン・ド・ラ・ミュチュアリテ」におけるライブ。1966年2月録音の#5～#7はラジオ放送の録音。）
- 『オーネット・コールマンの世界』 - The Music of Ornette Coleman（1967年3月録音）(RCA Victor) 1967年。のち（改題・再発）The Music of Ornette Coleman - Forms & Sounds (RCA) 1987年。（ニューヨーク市「Village Theater」「Webster Hall」におけるライブ）
- Live In Milano 1968（1968年2月5日録音）(Jazz Up) 1989年（ミラノにおけるライブ）
  - 『未踏峰』 - The Unprecedented Music Of Ornette Coleman (1968年2月8日録音）(Joker) 1977年（ローマにおけるライブ）
- The Love Revolution/Complete 1968 Italian Tour（1968年2月録音）(Gambit) 2005年（ローマとミラノにおけるライブ。CD 2枚組。）
- 『オーネット・アット・トゥエルヴ』 - Ornette at 12（1968年7月録音）(Impulse!) 1968年（のち『クライシス』と併せてCD化）
  - 『クライシス』 - Crisis（1969年3月録音）(Impulse!) 1972年
- Broken Shadows（1969年8月録音）(Moon) 1990年。（Jazz Bilzenにおけるライブ。非公式版）
のち Ornette Coleman Quratet Belgium 1969 (Gambit) 2008年。

1970年代
- 『フレンズ&ネイバーズ（オーネット・ライヴ・アット・プリンス・ストリート）』 - Friends and Neighbors: Live at Prince Street（1970年2月録音）(Flying Dutchman) 1972年（自宅録音）
- European Concert（1971年11月録音）(Unique Jazz) 発売年不明（非公式版）
- 『パリ・コンサート』 - Live In Paris 1971（1971年録音）(Trio) 1977年
- The Belgrade Concert（1971年録音）(Jazz Door) 1995年
- Broadcasts - Never On LP Before（1972年録音）(J For Jazz)
- Lonely Woman Trio '66 - Quartet '74（1966年、1974年録音）

1980年代
- Opening The Caravan Of Dreams（1985年録音）(Caravan Of Dreams Productions) 1985年
- The 1987 Hamburg Concert（1987年録音）(Domino) 2011年
- Live at Jazzbuehne Berlin '88 (Repertoire)（1988年録音）

1990年代
- Reunion 1990（1990年録音）(Domino) 2010年
- ヨアヒム・キューンと共同名義, 『カラーズ』 - Colors（1996年録音）(Harmolodic/Verve) 1997年
- Sound Grammar（2005年録音）(Sound Grammar) 2006年

#### コンピレーション
- 『即興詩人の芸術』 - The Art of the Improvisers（1959年～録音）(Atlantic) 1970年
- The Best Of Ornette Coleman（1959年～録音）(Atlantic) 1970年
- 『ツインズ』 - Twins（1959年～録音）(Atlantic) 1971年
- 『未知からの漂着』 - To Whom Who Keeps A Record（1959年～録音）(Atlantic) 1975年
- Beauty Is a Rare Thing（1959年～録音）(Atlantic) 1993年
- The Best Of Ornette Coleman: The Blue Note Years（1965年～録音）(Blue Note) 1997年
- 『ブロークン・シャドウズ』 - Broken Shadows（1971年～録音）(Columbia) 1972年
- Harlem's Manhattan (Giants Of Jazz) 1999年
- Ornette Coleman (Ken Burns Jazz) 2000年
- Introducing: Ornette Coleman (Warner) 2006年

#### サウンドトラック
- 『チャパカ組曲』 - Chappaqua Suite (CBS France) 1966年（コンラッド・ルークス監督作品『チャパクア（Chappaqua）』のサウンドトラックとして制作されたものの採用されなかったもの）
- Who's Crazy Vol. 1 & 2（1966年録音）(Affinity) 1982年
- 『裸のランチ』 - Naked Lunch 1991年（デヴィッド・クローネンバーグ監督作品『裸のランチ』のサウンドトラック）

#### 現代音楽
- The Music of Ornette Coleman - Forms & Sounds（1967年3月録音）(RCA) 1967年
- Prime Design/Time Design（1985年録音）(Caravan of Dreams) 1985年

### 参加作品
- ポール・ブレイ : Live At The Hillcrest Club (1958年)
- ジョン・ルイス / ガンサー・シュラー : Jazz Abstraction (1960年)
- ジャッキー・マクリーン : New And Old Gospel (1967年)
- オノ・ヨーコ : Yoko Ono The Plastic Ono Band (1967年)
- ルイ・アームストロング : Louis Armstrong And His Friends (1970年)
- アリス・コルトレーン : Universal Consciousness (1971年)
- クロード・ヌガロ : Femmes et Famines (1975年)
- チャーリー・ヘイデン : Closeness (1976年)
- チャーリー・ヘイデン : The Golden Number (1976年)
- ジェイムス・ブラッド・ウルマー : Tales Of Captain Black (1978年)
- ジャマラディーン・タクマ : Renaissance Man (1983年)
- ジャマラディーン・タクマ : So Tranquilizin' (1984年)
- ジェーン・コルテス : Maintain Control (1986年)
- アル・マクダウェル : Time Peace (1989年)
- ヨシコ・セファー : Ornette For Ever (1996年)
- ジェリ・アレン : Eyes...In The Back Of Your Head (1996年)
- ロルフ・キューン : Affairs (1997年)
- ジョー・ヘンリー : Scar (2000年)
- エディ・グラント : Hearts & Diamonds (2002年)
- ルー・リード : The Raven (2003年)
- マリ・オオクボ : Cosmic Life (2004年)
- ブルース・ホーンズビー : Intersections 1985-2005 (2006年)
- ジャマラディーン・タクマ : For The Love Of Ornette (2010年)
- ソニー・ロリンズ : Road Shows Vol.2 (2011年)

### 映像作品
- Saturday Night Live: Milton Berle (1979年)
- Made In America (1987年)
- Playboy Jazz Festival Vol.2 (1988年)
- Reed Royalty (1999年)
- 『チャパクア』 (2003年、コンラッド・ルークス監督)
- 『オーネット・コールマン・トリオ:デヴィッド、モフェット、オーネット』
&『ローランド・カーク&ジョン・ケージ:サウンド??』 (2006年)

### 作曲
- チャーリー・ヘイデン : Liberation Music Orchestra (1967年)
- オールド・アンド・ニュー・ドリームス : Old and New Dreams (1986年)
- マルコム・ゴールドステイン : Sounding the New Violin (1998年)
- ジェニファー・コー : Violin Fantasies (2004年)

## 関連作品

### 書籍
- ジョン・リトワイラー『オーネット・コールマン：ジャズを変えた男』仙名紀訳、ファラオ企画、1998年3月
- 「特集：オーネット・コールマン」『ユリイカ』（1998年11月号）青土社
- 「特集：オーネット・コールマン大全集」『ジャズ批評』（No.98 ）1999年1月
- A discography of free jazz: Albert Ayler, Don Cherry, Ornette Coleman, Pharaoh Sanders, Archie Shepp, Cecil Taylor (Erik Raben)
- Ornette Coleman, 1958-1979: A discography (David Anthony Wild)
- Ornette Coleman: His Life and Music (Peter Niklas Wilson)
- Ornette Coleman: A Harmolodic Life (John Litweiler)
- Ornette Coleman (Jazz Masters Series) (Barry McRae)
- Miles, Ornette, Cecil: How Miles Davis, Ornette Coleman, and Cecil Taylor Revolutionized the World of Jazz (Howard Mandel)
- The Battle of the Five Spot: Ornette Coleman and the New York Jazz Field (David Lee)
- The Jazz Life (Nat Hentoff)
- Jazz Masters of the 50's (Joe Goldberg)
- Free Jazz (Ekkehard Jost)
- The FREEDOM Principle (John Litweiler)
- The Lenox School Of Jazz (Jeremy Yudkin)

### カバー・アルバム / トリビュート・アルバム
- ジョン・ゾーン : Spy Vs. Spy: The Music of Ornette Coleman (1989年)
- クロノス・カルテット : White Man Sleeps (1990年)
- ジェイムス・ブラッド・ウルマー : Plays The Music Of Ornette Coleman (1996年)
- ケン・ペプロウスキー : The Other Portrait (1996年)
- アフィニティ : Affinity Plays Ornette Coleman's Little Symphony and Eight Other Modern Jazz Classics (1997年)
- ノエル・アクショテ : Last Corner (1997年)
- ポール・ブレイ : Notes On Ornette (1998年)
- 高瀬アキ : Ornette Coleman Anthology (2007年)

## 日本公演
- 1967
- 1986 LIVE UNDER THE SKY 86
- 1998
- 2003
- 2006